# Anabarhynchus stylatus
Anabarhynchus stylatus är en tvåvingeart som beskrevs av Lyneborg 2001. Anabarhynchus stylatus ingår i släktet Anabarhynchus och familjen stilettflugor. Inga underarter finns listade i Catalogue of Life.